# Андреас Торкилдсен
Андреас Торкилдсен (норв. Andreas Thorkildsen; Кристијансанд, 1. април 1982.) некадашњи је норвешки атлетичар који се такмичио у бацању копља. Био је олимпијски шампион 2004. и 2008., шампион Европе 2006. и 2010. и светски шампион 2009. године. Он је први бацач копља у историји који је истовремено био европски, светски и олимпијски шампион. Такође је био троструки освајач сребрне медаље на светским првенствима: 2005, 2007. и 2011. године. Његов лични рекорд и норвешки рекорд од 91,59 м, постављен 2006. године.

## Приватно
Андреасов отац Том Торкилдсен био је бацач копља, који је 1974. бацио лични рекорд од 71,64 метра. Његова мајка Бенте (рођена Амундсен) постала је државна првакиња у трци на 100 метара с препонама 1972. године.
Андреасова веза са Српкињом Кристином Вукићевић, репрезентативком Норвешке у тркама са препонама, изазвала је нежељени публицитет. У марту 2011. Вукићевић и Торкилдсен објавили су у норвешким медијима да више нису заједно.

## Каријера
Андреас Торкилдсен је почео да се бави бацањем копља са 11 година, а његов отац Том га је тренирао до 1999. Андреас је поставио бројне националне рекорде као тинејџер.
У октобру 2000. је учествовао на Светском јуниорском првенству и освојио сребрну медаљу.

### 2001–2003
2001. Торкилдсен се преселио у Осло и почео да се такмичи под вођством тренера Асмунда Мартинсена. Сарадња се показала плодном јер је Торкилдсен убрзо пробио границу од 80 метара, бацивши 83,87 метара у јуну 2001. Ова даљина је била светски јуниорски рекорд све до 2011. године. Учествујући на свом другом Европском првенству за јуниоре, освојио је сребрну медаљу иза Александра Иванова. Обојица су се такмичила на Светском првенству у Едмонтону, и док је Иванов успео да дође до финала, Торкилдсен је завршио на последњем месту са најбољим хицем од само 68,41 метара.
На свом првом Европском првенству, које је одржано у августу 2002. у Минхену, поново није успео да напредује из квалификација. Са најбољим хицем од 78,36 метара завршио је као петнаести.
2003. године завршио је као једанаести на Светском првенству у Паризу.

### 2004
На Олимпијским играма у Атини 2004. Торкилдсен је бацио 81,74 м у квалификационој рунди. У финалу бацања копља одржаном два дана касније, Торкилдсен је у другом покушају бацио лични рекорд од 86,50 метара. Пошто ривали нису успели да надмаше ову даљину, Торкилдсен је све изненадио освајањем златне олимпијске медаље, а Василевскис и Макаров су освојили сребрну и бронзану медаљу. Торкилдсен је постао други Норвежанин који је освојио златну олимпијску медаљу у бацању копља, после Егила Данијелсена 1956. Коментаришући своју победу, Торкилдсен је описао тај осећај као "потпуно луд".

### 2005
На Светском првенству 2005. у квалификационој рунди на Олимпијском стадиону у Хелсинкију, само су Питкемеки, Макаров и Торкилдсен успели да пребаце аутоматску квалификациону норму од 81. метра. Киша је пратила ветар следећег дана, стварајући тешке временске услове за финале бацања копља. Торкилдсен, у вођству после три покушаја са даљином од 86,18 метара, на крају је завршио као други иза Андруса Верника из Естоније пошто је овај бацио 87,17 метара у четвртом покушају.

### 2006–2008
У мају 2006. Андреас је први пут пребацио границу од 90 метара, са 90,13 метара на митингу у Дохи. На митингу у Ослу поново је побољшао свој лични рекорд на 91,59 метара. На Европском првенству 2006. Торкилдсен је победио са даљином 88,78 метара.
Торкилдсен је освојио златну медаљу на Олимпијским играма 2008. у Пекингу бацивши нови олимпијски рекорд од 90,57 метара.

### 2009–2016
Торкилдсен је освојио златну медаљу на Светском првенству у Берлину 2009. са даљином од 89,59 метара. Победио је и на Европском првенству 2010. са даљином од 88,37 метара.
На Светском првенству 2011. у Даегуу, Торкилдсен је завршио као други са хицемо од 84,78 метара.
2012. Торкилдсен је завршио као четврти на Европском првенству у Хелсинкију бацивши само 81,55 метара, након што је задобио повреду током загревања. На Олимпијским играма 2012. у Лондону бацио је 82,63 и завршио као шести. Након дисквалификације првобитног освајача сребрне медаље Александра Пјатниције због позитивног допинг теста, Торкилдсен је промовисан на пето место. Светско првенство следеће године у Москви донело је Торкилдсену шесто место са хицем од 81,06 метара, што се испоставило да је био његов последњи наступ на једном великом међународном такмичењу.
Повреде су га приморале да своју сезону 2014. прерано оконча пред Европско првенство. Касније је одлучио да изостане целу сезону 2015, али је имао за циљ да се врати 2016. Међутим, у мају 2016. Торкилдсен је најавио да се повлачи из активног бављења атлетиком.

## Награде
2008. добио је трофеј Европског атлетичара године од Европске атлетске асоцијације, који је објављен 2. октобра 2008. године, а који му је уручен на вечери Европских атлетских награда у Амстердаму 18. октобра. Удружење је навело Торкилдсенов успех на Олимпијским играма у Пекингу и његово пробијање границе од 90 метара као део свог образложења за награду.